# FHL 2012/13
Die Saison 2012/13 war die dritte reguläre Saison der Federal Hockey League (FHL). Am 15. Dezember 2012 wurden die Cape Cod Bluefins von der Liga übernommen und in New York Bluefins umbenannt, die jedoch bereits Anfang 2013 den Spielbetrieb einstellten. Am 22. Januar 2013 wurden die New Jersey Outlaws vom Spielbetrieb zurückgezogen und durch die Pennsylvania Blues ersetzt. Die Danbury Whalers setzten sich in den Finalspielen gegen die Dayton Demonz durch und gewannen den Commissioner’s Cup.

## Teamänderungen
Folgende Änderungen wurden vor Beginn der Saison vorgenommen:
- Die Akwesasne Warriors stellten den Spielbetrieb ein.
- Die Brooklyn Aviators stellten den Spielbetrieb ein.
- Die Delaware Federals stellten den Spielbetrieb ein.
- Die Dayton Demonz wurden als Expansionsteam in die Liga aufgenommen.
- Die New Jersey Outlaws wurden nach Williamsport, Pennsylvania, umgesiedelt und änderten ihren Namen in Williamsport Outlaws.

## Teilnehmer
| Team                        | Arena                              | Kapazität | Heimatort                  | Beitritt |
| --------------------------- | ---------------------------------- | --------- | -------------------------- | -------- |
| Cape Cod Bluefins           | Hyannis Youth and Community Center | 2.250     | Barnstable, Massachusetts  | 2010     |
| Danbury Whalers             | Danbury Ice Arena                  | 3.050     | Danbury, Connecticut       | 2010     |
| Danville Dashers            | David S. Palmer Arena              | 2.350     | Danville, Illinois         | 2011     |
| Dayton Demonz               | Hara Arena                         | 5.500     | Dayton, Ohio               | 2012     |
| Thousand Islands Privateers | Watertown Municipal Arena          | 2.000     | Watertown, New York        | 2010     |
| Williamsport Outlaws        | Airmen Pond at Bowman Field        | 4.200     | Williamsport, Pennsylvania | 2012     |

## Reguläre Saison

### Abschlusstabelle
Abkürzungen: GP = Spiele, W = Siege, L = Niederlagen, T = Unentschieden, OTL = Niederlage nach Overtime, GF = Erzielte Tore, GA = Gegentore, Pts = Punkte
|                             | GP | W  | L  | OTL | SOL | GF  | GA  | Pts |
| --------------------------- | -- | -- | -- | --- | --- | --- | --- | --- |
| Dayton Demonz               | 51 | 42 | 6  | 2   | 1   | 320 | 183 | 123 |
| Danbury Whalers             | 51 | 28 | 17 | 3   | 3   | 218 | 188 | 86  |
| Thousand Islands Privateers | 53 | 23 | 26 | 2   | 2   | 188 | 213 | 68  |
| Williamsport Outlaws        | 41 | 22 | 16 | 3   | 0   | 191 | 167 | 66  |
| Danville Dashers            | 54 | 21 | 28 | 3   | 2   | 220 | 268 | 65  |
| Cape Cod Bluefins           | 17 | 4  | 12 | 1   | 0   | 55  | 92  | 12  |
| New York Bluefins           | 13 | 1  | 12 | 0   | 0   | 36  | 101 | 3   |
| Pennsylvania Blues          | 4  | 1  | 3  | 0   | 0   | 12  | 28  | 3   |

## Playoffs
|  | Halbfinale | Halbfinale                  | Halbfinale |  |  | Finale | Finale          | Finale |
|  |            |                             |            |  |  |        |                 |        |
|  |            |                             |            |  |  |        |                 |        |
|  | 1          | Dayton Demonz               | 3          |  |  |        |                 |        |
|  | 4          | Danville Dashers            | 0          |  |  |        |                 |        |
|  |            |                             |            |  |  | 1      | Dayton Demonz   | 0      |
|  |            |                             |            |  |  | 2      | Danbury Whalers | 3      |
|  | 2          | Danbury Whalers             | 3          |  |  |        |                 |        |
|  | 3          | Thousand Islands Privateers | 0          |  |  |        |                 |        |
|  |            |                             |            |  |  |        |                 |        |